# Asbjørn Hellemose
Asbjørn Hellemose Hansen (født 15. januar 1999 i Galten) er en cykelrytter fra Danmark, der kører for Team Jayco AlUla.

## Karriere
Hellemose er fra den østjyske by Galten, og kørte indtil 2018 for Hammel Cykle Klub. Herefter kørte han én sæson for DCU-holdet Team OK Kvickly Odder Elite. Da han var blevet student, flyttede han i efteråret 2019 til italienske Como, hvor han fik kontrakt med det schweiziske/italienske talenthold Velo Club Mendrisio. Her blev det to år i træk til top 10-placeringer i Giro Ciclistico d'Italia, U23-udgaven af Giro d'Italia.
Fra 1. august 2021 skiftede Asbjørn Hellemose til det amerikanske UCI World Tour-hold Trek-Segafredo på en stagiaire-kontrakt gældende for resten af året. Fra 2022 tiltrådte han på en to-årig professionel kontrakt med holdet.